# 暗い日 (ブリューゲルの絵画)
『暗い日』（くらいひ、独: Düsterer Tag、英: The Gloomy Day）、または『早春』（そうしゅん、独: Vorfrühling、英: Early Spring）は、初期フランドル派の巨匠ピーテル・ブリューゲルが1565年に板上に油彩で描いた絵画である。画家が制作した6点 (5点が現存している) の季節画連作のうちの最初の作品である。本作を含む連作は、アントウェルペンの金融業者で美術収集家でもあったニコラース・ヨンゲリンク により委嘱された。その後、連作はアントウェルペン市の所有となったが、1594年にネーデルラント総督エルンスト・フォン・エスターライヒ大公に寄贈された後、エルンスト大公の兄であった神聖ローマ皇帝ルドルフ2世の手中に帰した。1659年には、レオポルト・ヴィルヘルム・フォン・エスターライヒ大公の財産目録に記録されている。現在、本作はウィーンの美術史美術館に所蔵されている。

## 背景
本作を含む「季節画」6連作の制作を依頼した二コラース・ヨンゲリンクは、ハプスブルク家の為政者に仕えた人物で、彼はこの連作以外にも『バベルの塔』、『ゴルゴタの丘への行進』(ともにウィーンの美術史美術館所蔵) など16点のブリューゲル作品を所有していた重要なパトロンであった。
ヨンゲリンクは、アントウェルペンの郊外テル・ベーケに広大な敷地と別荘を持ち、その1室に「季節画」6連作を飾った。当時、ヨンゲリンクなど富裕層の人々は、経済活動の激務から解放されるために週末に近郊の別荘のサロンで文化交流を享受していた。ヨンゲリンクの別荘には、イタリア・ルネサンス様式を導入したフランス・フロリスの神話画連作『ヘラクレスの功業』も掛けられていた。ヨンゲリンクと知識階級の友人たちは、フロリスの古典古代の英雄的主題とブリューゲルの雄大な自然の中で勤勉に働く農民讃歌の対比に大いに議論を楽しんだであろう。

## 作品
ブリューゲル研究者の森洋子によると、フランドルの聖務日課書や時祷書、フランドル、ドイツ、フランスなどの月歴版画とブリューゲルの「季節画」の相違は、ブリューゲルが農民を主人公として描き、貴族や市民の月歴行事を描かなかったことである。また、ブリューゲルは月々の伝統的な農事に捉われることなく、季節感にあふれた自然環境の中で勤勉に働く農民を讃えている。
この作品の情景は2月か3月頃の早春に設定されている。オランダ語の2月の俗称は「薪の月」(sprokkelmaand) であり、農民の仕事は山での伐採や薪集めである。画面では、青い服の男がナイフで薪用に截頭柳の枝を切り、他の男がそれを束ねている。他方、若い男が妻と腕を組みながら謝肉祭のお菓子やワッフルを食べているが、彼らの子供が同じく謝肉祭の仮装 (紙の王冠) をつけているので、この作品の季節はこの祭日に関連しているであろう。丘の下には村の聖堂、居酒屋、茅葺屋根の農家が立ち並ぶ。農家の内庭では、農民の一家が楽し気に踊っている。だが中景のかなり大きな河口では春の嵐で難破しかけた幾艘もの帆艦が見られる。これは伝統的な2月のモティーフである。このように労働と遊戯、幸福と不幸とが共存しているのがブリューゲルの絵画の特質の1つである。
月歴の図像的伝統との関連として、前景の薪拾いは、フランドルの『グリマーニ聖務日課書』(1510年頃) にも見られるように2月の最も一般的な営みである。難破船はミュンヘンの州立図書館の時祷書に、垣根作りはド・クロワの時祷書に、截頭柳の16世紀半ばのフランスの版画に見出せる。
「光と陰の大胆な対比、様々な平面を分ける意識的な色彩のグラデーション、黄色、褐色、茶色の見事なハーモニーにより、この作品は傑作となっている。作品からは、強い憂鬱さ、穏やかであると同時に力強い不思議な特質がにじみ出ており、鑑賞者を感動させる」。

## 季節画連作
現存する『季節画』は以下の作品である。

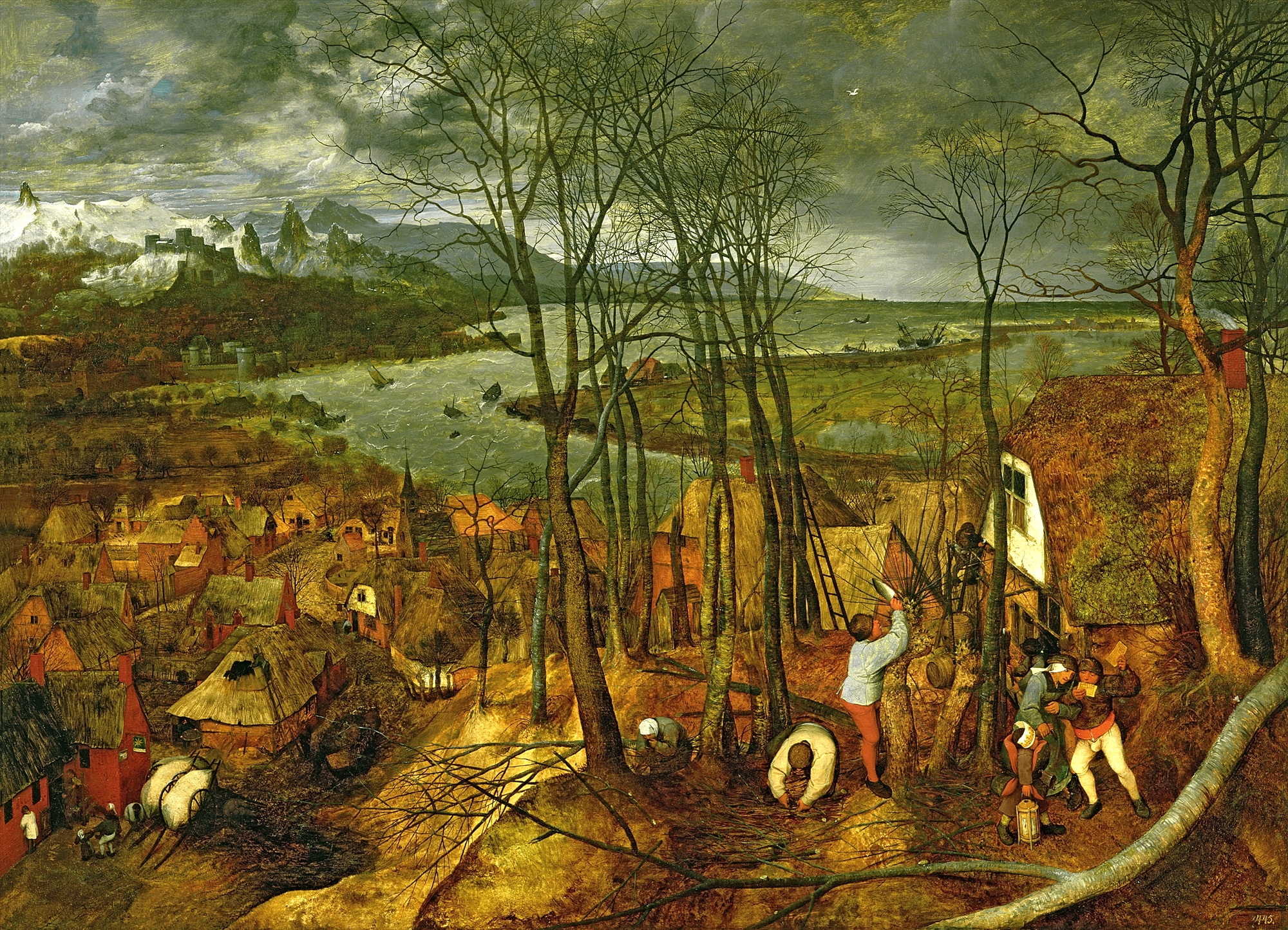
『暗い日』、美術史美術館 (ウィーン)
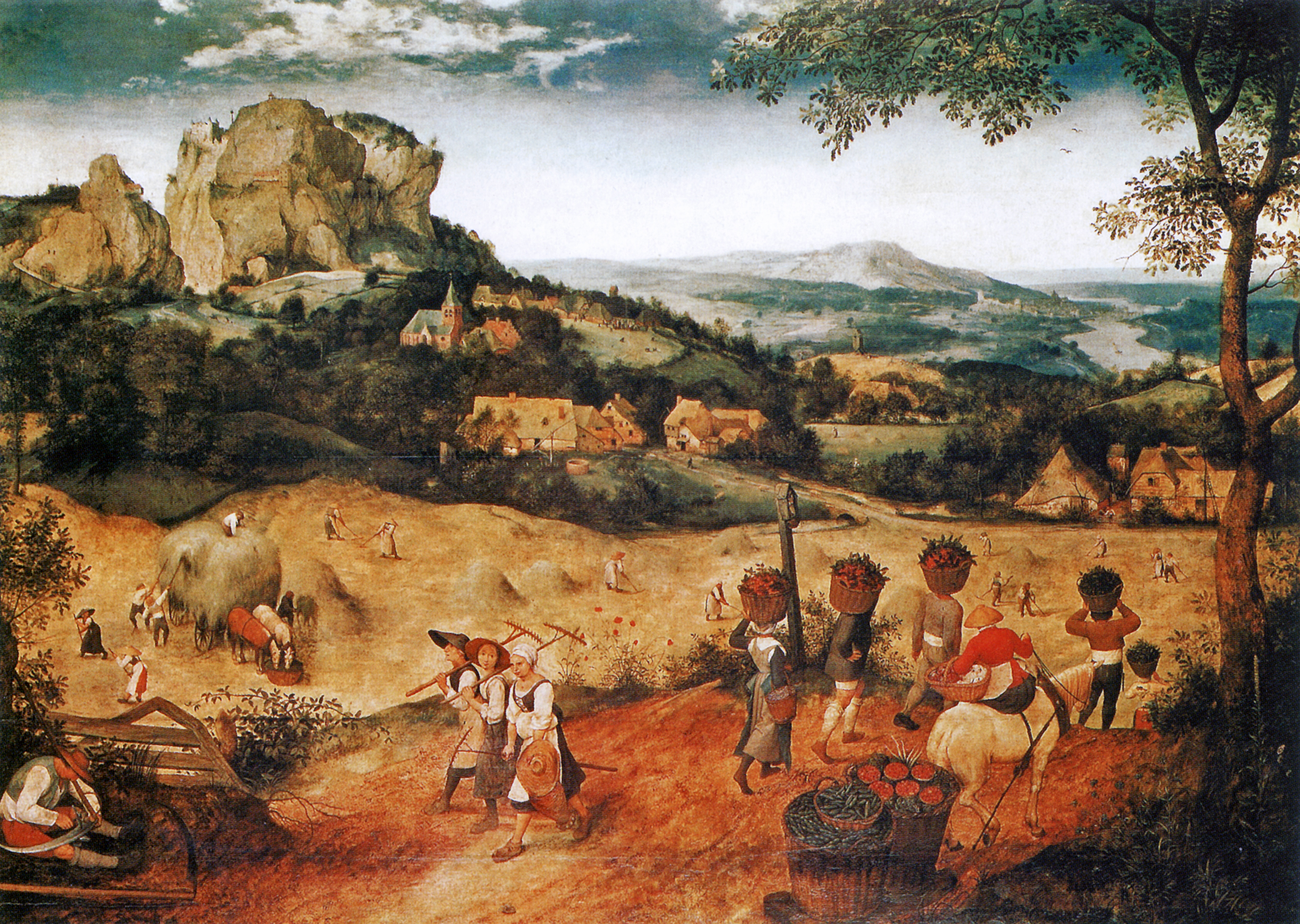
『干草の収穫』、 プラハ国立美術館
『穀物の収穫』、メトロポリタン美術館
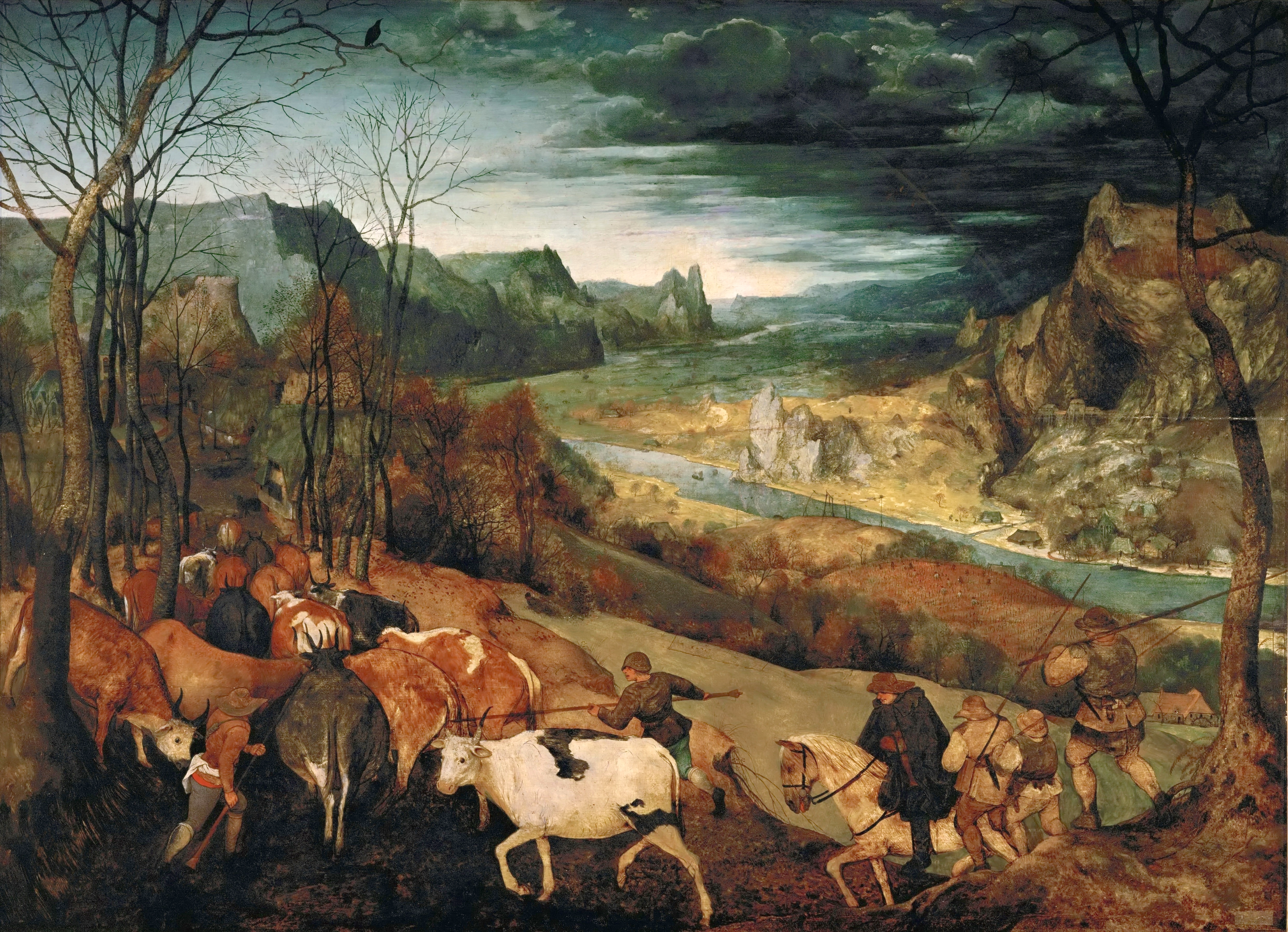
『牛群の帰り』、美術史美術館 (ウィーン)
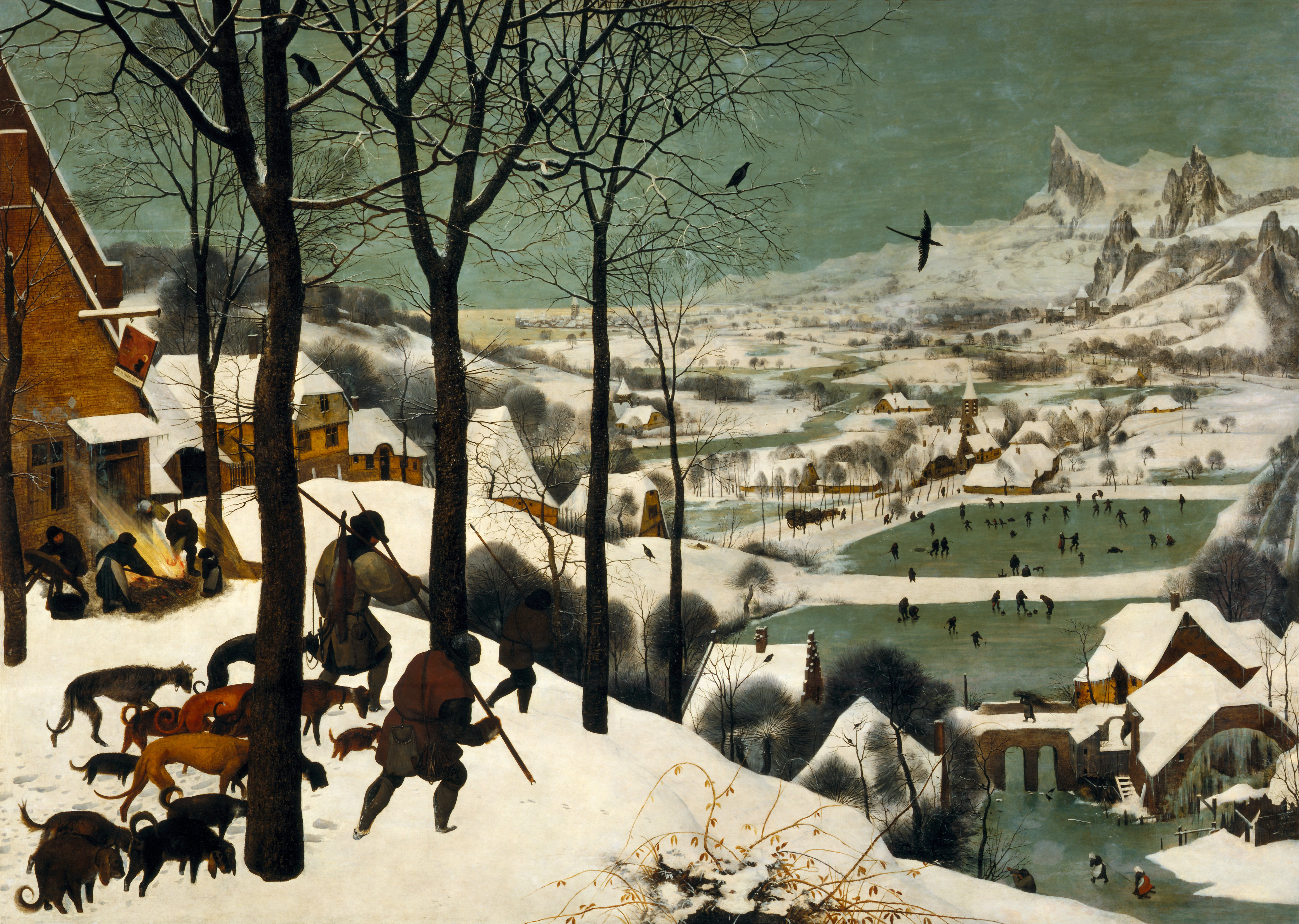
『雪中の狩人』、美術史美術館 (ウィーン)